# Apiocera philippii
Apiocera philippii är en tvåvingeart som beskrevs av Brethes 1924. Apiocera philippii ingår i släktet Apiocera och familjen Apioceridae. Inga underarter finns listade i Catalogue of Life.